# Hydrocanthus iricolor
Hydrocanthus iricolor är en skalbaggsart som beskrevs av Thomas Say 1823. Hydrocanthus iricolor ingår i släktet Hydrocanthus och familjen grävdykare. Inga underarter finns listade i Catalogue of Life.